# Silvia Pimentel
Silvia Pimentel (ur. 3 marca 1940 w Minas Gerais) – brazylijska prawniczka i feministka. Przewodnicząca Komitetu ds. Likwidacji Dyskryminacji Kobiet ONZ.

## Edukacja i działalność naukowa
Profesor i wykładowczyni prawa na studiach magisterskich i podyplomowych Pontifícia Universidade Católica de São Paulo (od 1973 roku). Dyplom magisterski z prawa uzyskała na tej uczelni w roku 1970. Następnie zdobyła stopień magisterski w psychologii edukacji (1973), a w roku 1977 obroniła doktorat z filozofii prawa.

## Działalność społeczno-polityczna
W 1987 roku była członkinią założycielką Latynoamerykańskiego i Karaibskiego Komitetu na rzecz Obrony Praw Kobiet. Od 2003 roku jest członkinią honorowej rady konsultacyjnej tej organizacji. Jest członkinią  założycielką Międzynarodowej Akcji Monitorującej Działania na rzecz Praw Kobiet (ang. International Women’s Rights Action Watch – IWRAW). Od 2003 roku jest przewodniczącą Instytutu na rzecz Rozwoju Równości (ang. Institute for the Advancement of Equity – IPE). Jest członkinią rady zarządzającej Komisji Obywatelstwa i Reprodukcji.
Jest autorką „Nowego Statusu Cywilnego Kobiet”, projektu legislacyjnego zmieniającego brazylijski kodeks cywilny, przedłożonego Kongresowi Narodowemu w 1981 roku, który stał się częścią zmian wprowadzonych reformą kodeksu cywilnego w 2002 roku. Uczestniczyła w pracach nad konstytucją Brazylii – była jedną z sześciu autorek „Listu Kobiet do Konstytuanty” w sierpniu 1986 roku.